# Atenione (tiranno)
Atenione (in greco antico: Ἀθηνίων?, Athēníōn, in latino Athenio; Atene, I secolo a.C. – I secolo a.C.) è stato un oratore e politico greco antico, tiranno di Atene nel periodo in cui la città greca si schierò con Mitridate contro i Romani.

## Biografia
Atenione è a noi noto perché lo storiografo e filosofo Posidonio, suo contemporaneo, gli dedicò un feroce e lungo ritratto  che fu inserito per intero dall'erudito di epoca severiana Ateneo di Naucrati nei suoi Deipnosofisti.
Atenione era figlio di padre ateniese (un filosofo peripatetico, anch'esso di nome Atenione, allievo di Erinneo) e di una schiava egiziana. Dopo la morte del padre riuscì in qualche modo a ottenere la cittadinanza ateniese, guadagnò molto denaro con letture e conferenze filosofiche a Messene e Larissa in Tessaglia, quindi ritornò ad Atene con notevoli ricchezze. Fu inviato dagli Ateniesi come ambasciatore a Mitridate VI del Ponto, il quale stava ottenendo importanti successi contro i Romani impegnati peraltro in quel periodo anche in Italia a sedare la guerra sociale. Accolto amichevolmente da Mitridate fra i suoi "amici"  (in greco antico: φίλοι?, fíloi), ritornò ad Atene e, con la sua eloquenza demagogica, spinse gli Ateniesi ad allearsi con Mitridate; quindi si fece "tiranno" o signore di Atene. Il frammento di Posidonio si interrompe col racconto di una spedizione all'isola di Delo, allo scopo di impadronirsi del tesoro sacro. Sappiamo da altre fonti che al comando di questa spedizione c'era Apellicone di Teo, un ricco e raffinato bibliofilo negato per la guerra, che fu facilmente messo in fuga dal generale romano Orbio. Poiché subito dopo Atene sarà governata da un tiranno di nome Aristione si può presumere che l'esito disastroso della spedizione di Delo (600 ateniesi uccisi e 400 fatti prigionieri) abbia comportato la caduta di Atenione ad Atene.